# Сельское поселение «Деревня Песочня»
Сельское поселение «Деревня Песочня» — муниципальное образование в составе Перемышльского района Калужской области России.
Административный центр — деревня Песочня.

## Население
| 2010 | 2012 | 2013 | 2014 | 2015 | 2016 | 2017 | 2018 | 2019 |
| ---- | ---- | ---- | ---- | ---- | ---- | ---- | ---- | ---- |
| 218  | ↘211 | ↘200 | ↘192 | ↗194 | ↘193 | ↘191 | ↘187 | ↘186 |
| 2020 | 2021 |      |      |      |      |      |      |      |
| ↗195 | ↗243 |      |      |      |      |      |      |      |

## Состав сельского поселения
В поселение входят 11 населённых мест:
| №  | Населённый пункт | Тип населённого пункта          | Население |
| -- | ---------------- | ------------------------------- | --------- |
| 1  | Алексеевка       | деревня                         | ↘0        |
| 2  | Борисовка        | деревня                         | ↘12       |
| 3  | Гриднево         | деревня                         | ↘2        |
| 4  | Зябки            | деревня                         | →6        |
| 5  | Кременево        | деревня                         | ↘7        |
| 6  | Курово           | деревня                         | ↘10       |
| 7  | Никитье          | деревня                         | →2        |
| 8  | Пески            | деревня                         | ↘1        |
| 9  | Песочня          | деревня, административный центр | ↗172      |
| 10 | Самойлово        | деревня                         | →2        |
| 11 | Семеновка        | село                            | ↘4        |